# Carl Brendel

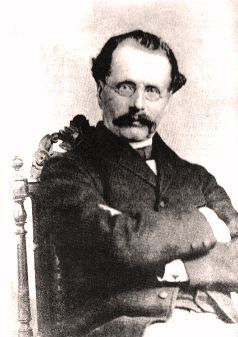
Dr. Carl Brendel

Carl Brendel (Ansbach, 1835 - 1922) fue un médico alemán que en  1867 se radicó en Uruguay.  El ejercicio de su profesión en ese país y los vínculos sociales que estableció lo relacionan fuertemente a la historia uruguaya de fin del siglo XIX.  Impulsó la Sociedad de Medicina, luchó contra el cólera, la sífilis, la fiebre amarilla y la fiebre puerperal  en Montevideo y ocasionalmente en Buenos Aires.

## Biografía
El Dr. Brendel partió con su familia de Baviera con destino a Salvador de Bahía, donde pasó una breve temporada y se trasladó a Montevideo en 1867. Su hábito de registrar detalladamente su actividad médica, así como referencias a los hechos del momento y sus impresiones personales, le permitió a partir de 1892, al regresar a Alemania, escribir sus ‘’Memorias’’ un documento único con valiosa información sobre la historia uruguaya.
Fue propulsor de medidas de higiene que comenzaron a cambiar la situación de las epidemias. En 1868 y 1873, ante las epidemias de cólera y fiebre amarilla, Brendel relacionó los brotes epidémicos con las características climáticas de Montevideo, contrató casas que convirtió en improvisados hospitales para atender a los enfermos. Llevó a sus propios hijos a las casas hospital para demostrar a los pacientes que las mismas no representaban peligro de infección.
En una época que la ginecobstetricia no existía como tal en la región, Brendel logró importantes avances en el tratamiento de la fiebre puerperal.
Operó exitosamente a  Gregorio Suárez de un quiste sebáceo en el cuello, que ningún doctor se animaba a extirpar, este hecho le ganó la confianza del caudillo, que ante cualquier problema de salud lo mandaba llamar, y Brendel ganó el apodo de “el gringo de confianza”.